# Сирия на летних Олимпийских играх 1948
Сирия принимала участие в Летних Олимпийских играх 1948 года в Лондоне (Великобритания) в первый раз за свою историю, но не завоевала ни одной медали. Единственным представителем страны стал прыгун в воду Зухейр Шурбаджи, который по итогам прыжков с вышки смог войти в число 10-ти сильнейших. В следующий раз на летних Олимпийских играх Сирия выступила лишь в 1968 году на Играх в Мехико.

## Результаты

### Водные виды спорта

#### Прыжки в воду
Мужчины
| Соревнование     | Спортсмены      | Предварительный раунд | Предварительный раунд | Финал     | Финал | Итог      | Итог  |
| Соревнование     | Спортсмены      | Результат             | Место                 | Результат | Место | Результат | Место |
| ---------------- | --------------- | --------------------- | --------------------- | --------- | ----- | --------- | ----- |
| Вышка, 10 метров | Зухейр Шурбаджи | 43,26                 | 7                     | 54,55     | 14    | 97,81     | 10    |